# Taylor Lautner
Taylor Daniel Lautner (Grand Rapids, Míchigan; 11 de febrero de 1992), es un actor, modelo y luchador de artes marciales estadounidense. Interpretó a Jacob Black en la serie de películas The Twilight Saga (2008-2012).
Lautner comenzó su carrera como actor con pequeños papeles en series de comedia como The Bernie Mac Show (2003) y My Wife and Kids (2004), antes de tener papeles de voz en series de televisión como What's New, Scooby-Doo? (2005) y Danny Phantom (2005). En 2005, apareció en la película Cheaper by the Dozen 2 y protagonizó Las aventuras de Sharkboy y Lavagirl en 3-D. También protagonizó la película de acción Abduction (2011).
De 2014 a 2018, Lautner protagonizó la comedia de situación de la BBC Cuckoo como el hijo del personaje principal. En 2016, interpretó un papel principal, Dr. Cassidy Cascade, en la segunda temporada de la serie de comedia negra de FOX Scream Queens.
A finales de la década de 2000, Lautner se convirtió en un ídolo adolescente y símbolo sexual, después de cambiar ampliamente su físico para mantener el papel de Jacob Black en más entregas de Crepúsculo y generar atención de los medios por su apariencia. En 2010, ocupó el segundo lugar en la lista «Los 50 hombres más sexys de 2010» de Glamour, y el cuarto en la lista «Los cuerpos más asombrosos» de la gente. También en el mismo año, Lautner fue nombrado el actor adolescente mejor pagado de Hollywood.

## Primeros años
Taylor nació y creció en Grand Rapids, Míchigan, hijo de Daniel y Deborah Lautner. Tiene raíces francesas, alemanas, fiyianas e indígena de las tribus potawatomi y οttawa por parte de su madre. Tiene dos hermanas llamadas Makena Lautner nacida en 1999 y Mary jane Lautner nacida en 2005. Lautner estudió karate desde los seis hasta los trece años, entrenando en el Fabiano's Karate School en Holland, Míchigan. Al año siguiente de su comienzo, ya empezaba a ganar campeonatos. Fue invitado a entrenar con el siete veces campeón del mundo de karate Michael Chaturantabut, y cuando cumplió los ocho años, se le invitó a representar a su país en la World Karate Association donde, en la modalidad Junior World Forms and Weapons, ganó tres medallas de oro. Con sólo once años, se posicionó como número uno en el mundo del NASKA's Black Belt Open Forms, Musical Weapons, Traditional Weapons y Traditional Forms, y a la edad de doce años, ganó el Campeonato del Mundo Junior de Artes Marciales.

## Carrera profesional

### 2001-2007
En sus primeros meses después de mudarse a Los Ángeles, Lautner apareció en pequeños papeles televisivos, papeles pequeños en películas y anuncios y comerciales. En 2001, Lautner apareció por primera vez en la película para televisión Shadow Fury. Luego consiguió un trabajo de doblaje en un comercial de Rugrats Go Wild. Luego apareció en pequeños papeles televisivos en The Bernie Mac Show, My Wife and Kids y Summerland. Lautner luego obtuvo papeles de doblaje en series animadas como Danny Phantom, Duck Dodgers y What's New, Scooby-Doo?. El mismo año, obtuvo su primer papel destacado, protagonizando la película, Las aventuras de Sharkboy y Lavagirl en 3-D. Lautner pasó tres meses en Austin, Texas, para filmar la película, que fue recibida con críticas negativas por parte de la crítica y fue un éxito internacional menor. Sin embargo, Lautner fue nominado en los premios Young Artist Awards de 2006 a la mejor interpretación en un largometraje de un actor principal. Para la película, Lautner coreografió todas sus escenas de lucha después de que el director Robert Rodriguez se enterara de su extenso entrenamiento en artes marciales. Meses después, interpretó a Eliot Murtaugh en Cheaper by the Dozen 2, que fue criticada por los críticos, siendo nombrada una de las «peores películas de la década de 2000» por Rotten Tomatoes. Después de regresar de Canadá para filmar la última película, Lautner dijo que se dio cuenta de su nueva fama, de Sharkboy y Lavagirl. En 2006 apareció en el programa Love Inc. y en el especial de televisión It's a Bully, Charlie Brown. Dos años más tarde, Lautner apareció en un papel principal en el drama de corta duración de NBC My Own Worst Enemy, interpretando al hijo de Christian Slater, Jack Spivey. Rolling Stone acuñó sus primeros papeles como «el chico popular, el deportista o el matón».

### 2008-2009
En 2007, los realizadores comenzaron a buscar actores para interpretar a Jacob Black, un amigo nativo americano del personaje principal Bella Swan en Twilight, la primera película de la serie de películas The Twilight Saga. En enero de 2008, se llevó a cabo un casting abierto en Portland, Oregón. Lautner no había oído hablar de la serie Twilight antes, pero su agente lo instó a hacer una audición. En su audición, leyó líneas con Kristen Stewart, quien ya había sido elegida como Bella, y actuaron escenas de The Twilight Saga: New Moon y The Twilight Saga: Eclipse. La película fue un éxito comercial, ganó $69 millones en su primer fin de semana y recaudó $392 millones en todo el mundo. Recibió críticas mixtas de los críticos, con una calificación de «podrido» con un promedio ponderado de 5,5/10. Al describir el consenso crítico, declaró: «Habiendo perdido gran parte de su fuerza en la transición a la pantalla grande, Twilight complacerá a sus fanáticos devotos, pero hará poco por los no iniciados». Sobre Metacritic, que asigna una calificación media ponderada. de 100 reseñas de críticos de cine, tiene una puntuación media de 56 de las 37 reseñas. En los premios MTV Movie Awards de 2009, Lautner fue nominado a «Mejor actor revelación», que fue ganado por su coprotagonista Robert Pattinson.

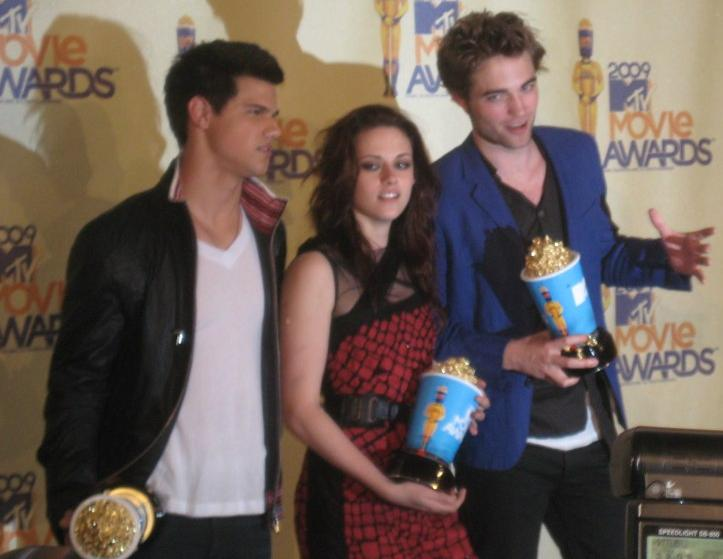
Lautner con sus co-protagonistas de Twilight (2008) Kristen Stewart y Robert Pattinson en los MTV Movie Awards de 2009.

Inicialmente, el director Chris Weitz quería volver a interpretar el papel de Jacob Black para la secuela de Crepúsculo, The Twilight Saga: New Moon, debido a los importantes cambios físicos que ocurren en Jacob Black entre las dos novelas, y tener un actor que retratara con precisión «la nueva, más grande Jacob Black». El papel de Black en la novela también aumenta significativamente, con él enamorándose de Bella y convirtiéndose en un cambiaformas, poniendo al actor en un papel protagónico. Los representantes de Weitz habían declarado que harían un esfuerzo completo para reformular el «concierto de alto perfil», y MTV News confirmó que Weitz estaba buscando a Michael Copon para asumir el papel; sin embargo, Summit Entertainment dijo que no se había tomado una decisión. En un intento por mantener el papel, Lautner se entrenó mucho con pesas y ganó aproximadamente 30 libras de músculo. En enero de 2009, Weitz y Summit Entertainment anunciaron que Lautner continuaría desempeñando el papel de Jacob en la secuela. En una entrevista, la compañera del elenco Kristen Stewart habló sobre la transformación de Lautner diciendo: «Es una persona completamente diferente físicamente». Stewart dijo más tarde: «Obtiene mucha atención porque es aficionado, pero creo que tan pronto como la película sale, la gente se dará cuenta de que no es por eso que consiguió el trabajo». El coprotagonista Robert Pattinson dijo después de ver el cuerpo de Lautner: «Lo vi y pensé 'Jesús, me van a despedir'». En una entrevista con TheWrap, Weitz dijo que Lautner merecía mucho crédito por la taquilla de la película, diciendo: «Si miras la película, debería haber sido la más débil de la franquicia, porque Robert Pattinson no juega como un papel importante». Weitz dijo que Lautner tenía que «tomar esa holgura, y si su personaje no hubiera sido emocionalmente, no solo físicamente, atractivo, la película no habría sido un gran éxito». El rendimiento comercial de la película superó a la primera, estableciendo varios récords de taquilla, incluido el mayor estreno de medianoche en los Estados Unidos y Canadá y la mayor apertura en un solo día. El fin de semana de apertura de New Moon es el tercer fin de semana de apertura más alto en la historia nacional con 142.839.137 dólares. The Twilight Saga: New Moon también tiene el sexto fin de semana de estreno más alto del mundo con un total de $274,9 millones. La recepción de la crítica fue menos favorable, con la película obteniendo un promedio de 4.6/10 de Rotten Tomatoes y un 44 en Metacritic. Lautner ganó el premio al actor de filmación favorito en la 35ª edición de los premios People's Choice Awards.
Aunque comenzó después del lanzamiento de la primera película, tras el lanzamiento de New Moon, Lautner y sus coprotagonistas Stewart y Pattinson pasaron al estatus de ídolo adolescente, con Lautner particularmente admirado por los adolescentes por sus nuevas características físicas, convirtiéndose en un símbolo sexual. El trío apareció en muchas portadas y apariciones televisadas juntos. Entre la segunda y la tercera película de la serie Crepúsculo, Lautner formó parte del elenco de la película Valentine's Day como Willy Harrington, actuando junto a su supuesta novia en ese momento, la cantante y compositora estadounidense Taylor Swift. El dúo fue nominado en los premios MTV Movie Awards de 2010 al «Mejor beso». Aunque recibió críticas generalmente negativas, la película recaudó $213 millones y tuvo el segundo estreno más grande en los Estados Unidos para una película de comedia romántica. Lautner se presentó en los premios MTV Video Music Awards de 2009 y en los 82.ª edición de los Premios Óscar. Lautner presentó Saturday Night Live el 12 de diciembre de 2009, lo que lo convirtió en uno de los presentadores de celebridades más jóvenes en la historia del programa.

### 2010-2018, 2022-presente

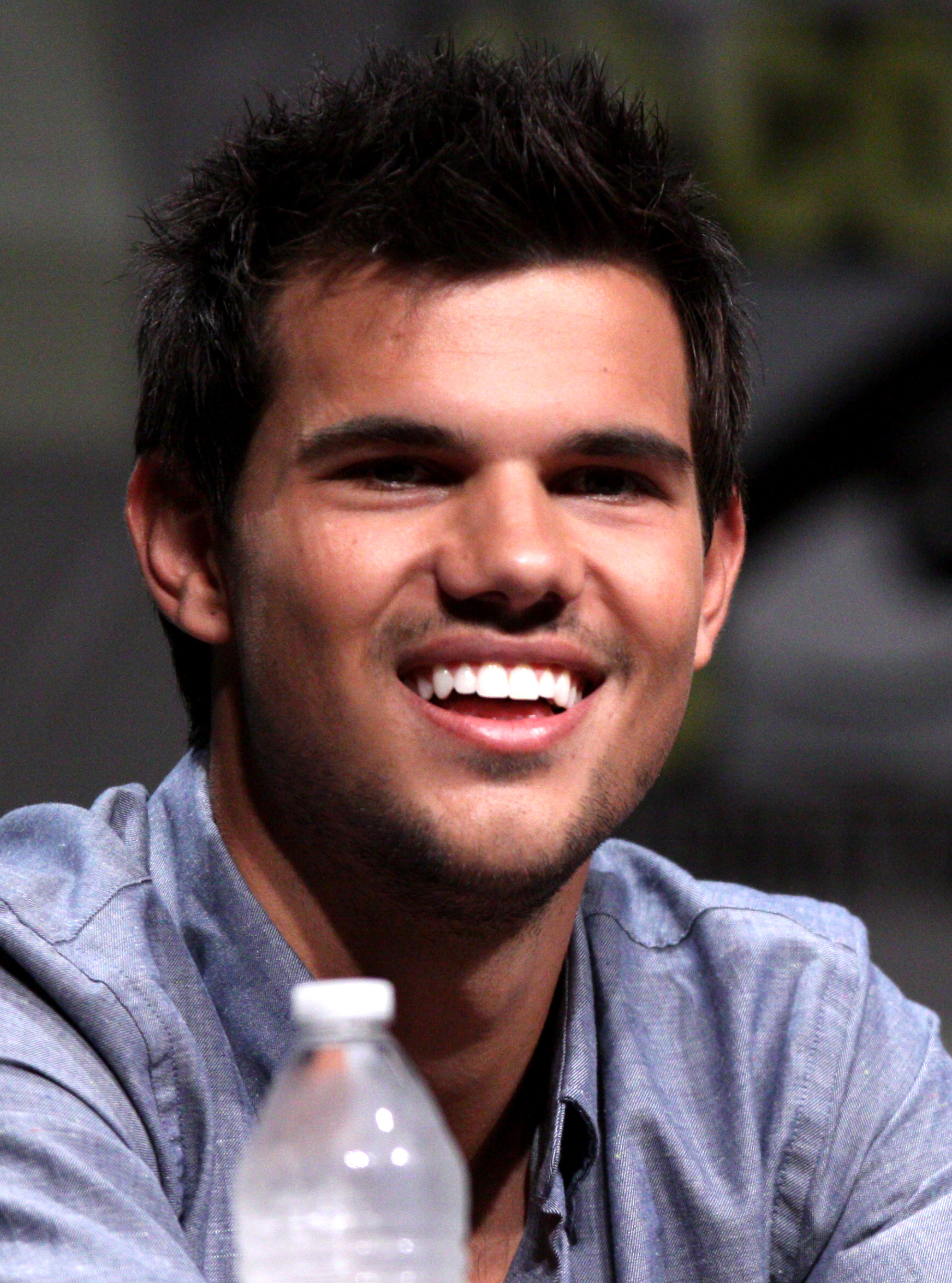
Lautner en la Convención Internacional de Cómics de San Diego en 2012.

Lautner regresó para la tercera película de Twilight, The Twilight Saga: Eclipse, en 2010. A pesar de recibir críticas mixtas de los críticos, la película superó a su predecesora para convertirse en la película más taquillera de la franquicia y la película de vampiros, cambiaformas y fantasía romántica más taquillera de todos los tiempos en la taquilla estadounidense y canadiense. Se ubica como la 36a película más taquillera de todos los tiempos en los EE. UU. y Canadá. La popularidad de Lautner y los miembros de su elenco continuó aumentando, especialmente a través de la campaña «Team Edward vs. Team Jacob» que promocionó la película. La base de fans de Lautner también comenzó a expandirse a audiencias mayores. Lautner ganó el premio al «Mejor actor de fantasía» en los Scream Awards de 2010 y nominado a «Actor de película favorito» por su papel en Eclipse en los 37.ª edición People's Choice Awards. En noviembre de 2010, The Hollywood Reporter nombró a Lautner como uno de los jóvenes actores masculinos que están «presionando o siendo presionados» para que se apoderen de Hollywood como la nueva «Lista A».
Inicialmente se suponía que Lautner estaría en dos películas, Northern Lights y una película basada en Max Steel, pero se retiró de ambas películas debido a conflictos de programación y mejores ofertas. Otros proyectos planeados fueron el protagonista de una película sobre Stretch Armstrong y un thriller de rehenes, Cancún. Lautner filmó una película de espías al estilo de Bourne Identity con Lily Collins, titulada Abduction. En ella encarnó a Nathan Harper, un adolescente que descubre su fotografía en un portal de niños desaparecidos. Fue lanzado en septiembre de 2011 con críticas negativas de los críticos y la actuación de Lautner fue fuertemente criticada. Apareció en las partes restantes de la serie Twilight, las películas The Twilight Saga: Breaking Dawn, que se estrenaron durante un período de dos años entre 2011 y 2012. Lautner luego filmó Grown Ups 2 junto a Adam Sandler y Chris Rock. Fue lanzado en septiembre de 2013.
En 2010, Lautner fue nominado a los premios Razzie, también llamados "los Anti-Óscar", como Peor Actor por sus papeles en Eclipse y en Valentine's Day. En 2010, Vanity Fair publicó la lista de las Top 40 celebridades de Hollywood con mayores ingresos a lo largo de ese año, en la cual Lautner fue clasificado en la novena posición de la lista, con unos ingresos netos estimados de $33.5 millones de dólares por sus películas. Ese mismo año, fue uno de los veinte actores mejor pagados de Hollywood.
En febrero de 2014, se confirmó que Lautner se uniría a la serie de comedia Cuckoo de BBC Three, en sustitución de Andy Samberg. Lautner ha continuado en este papel, coprotagonizando la comedia de la BBC durante tres series. De septiembre a diciembre de 2016, Lautner coprotagonizó la serie de terror y comedia de Ryan Murphy, Scream Queens. En 2018, tras finalizar su participación en Cuckoo, se alejó indefinidamente de la actuación.
En 2022, regresó a la actuación tras cuatro años de ausencia con la película Home Team, donde interpretó a Troy Lambert.
En 2023 protagonizó el video musical de Taylor Swift llamado «I Can See You» junto a Presley Cash y Joey King del álbum Speak Now (Taylor's Version).

## Vida personal
Lautner tiene un intrincado plan de entrenamiento, que fue cubierto por Men's Health, y tiene una dieta específica después de desarrollar su cuerpo para The Twilight Saga: New Moon. Además, todavía practica y se entrena en artes marciales con regularidad. Ha declarado que no consume drogas ni alcohol.
Mientras filmaba el Valentine's Day en octubre de 2009, Lautner comenzó una relación romántica con su coprotagonista Taylor Swift; se separaron más tarde ese año. Después de filmar Abduction con Lily Collins, comenzó a salir con ella en noviembre de 2010. Se separaron en septiembre de 2011. De 2013 a 2015 estuvo en una relación con la actriz canadiense y coprotagonista de Tracers Marie Avgeropoulos. Lautner comenzó a salir con la actriz y coprotagonista de Scream Queens, Billie Lourd, en diciembre de 2016; los dos se separaron en julio de 2017. Desde 2018, mantiene una relación con Taylor Dome, una enfermera de California. El 13 de noviembre de 2021, anunciaron su compromiso. Se casaron el 12 de noviembre de 2022 en un paradisíaco lugar en California.
En Late Show with David Letterman, Lautner dijo que si no tiene trabajo, le gustaría volver a la escuela; en 2010 declaró: «Terminé la escuela secundaria y me inscribí en un colegio comunitario local». En 2020, compró una casa en Agoura Hills, mientras conservaba su propiedad de 10 acres (4.0 ha) en Castaic.

## Filmografía

### Cine
| Año              | Título                                    | Personaje              | Notas        |
| ---------------- | ----------------------------------------- | ---------------------- | ------------ |
| 2001             | Shadow Fury                               | Kismet (joven)         |              |
| 2005             | Las aventuras de Sharkboy y Lavagirl      | Sharkboy               |              |
| 2005             | Cheaper by the Dozen 2                    | Elliot Murtaugh        |              |
| 2008             | Crepúsculo                                | Jacob Black            |              |
| 2009             | The Twilight Saga: New Moon               | Jacob Black            |              |
| 2010             | Valentine's Day                           | Willy Harrinton        |              |
| 2010             | The Twilight Saga: Eclipse                | Jacob Black            |              |
| 2011             | Field of Dreams 2: Lockout                | Granjero de Iowa       | Cortometraje |
| 2011             | Abduction                                 | Nathan Harper          |              |
| 2011             | The Twilight Saga: Breaking Dawn - Part 1 | Jacob Black            |              |
| 2012             | The Twilight Saga: Breaking Dawn - Part 2 | Jacob Black            |              |
| 2013             | Grown Ups 2                               | Andy, el universitario |              |
| 2015             | Tracers                                   | Cam                    |              |
| 2015             | The Ridiculous 6                          | Lil' Pete              |              |
| 2016             | Run the Tide                              | Reymond Hightower      |              |
| 2022             | Home Team                                 | Troy Lambert           |              |
| Vídeos musicales |                                           |                        |              |
| Año              | Título                                    | Rol                    | Artista      |
| 2023             | I Can See You                             | El mismo               | Taylor Swift |

### Televisión
| Año       | Título                          | Personaje                 | Notas                                                                                      |
| --------- | ------------------------------- | ------------------------- | ------------------------------------------------------------------------------------------ |
| 2003-2004 | The Bernie Mac Show             | Aaron                     | Episodios: «Bernie Mac Rope-a-Dope» «Being Bernie Mac»                                     |
| 2004      | The Nick & Jessica Variety Hour | Mouseketeer               | Película para televisión                                                                   |
| 2004      | My Wife and Kids                | Tyrone                    | Episodio: «Class Reunion»                                                                  |
| 2004      | Summerland                      | Chico en la playa         | Episodio: «To Thine Self Be True»                                                          |
| 2005      | ¿Qué hay de nuevo, Scooby-Doo?  | Ned Dennis (voces)        | Episodios: «A Terrifying Round with a Menacing Metallic Clown», «Camp Comeoniwannascareya» |
| 2005      | Duck Dodgers                    | Reggie Wasserstein (voz)  | Episodios: «Good Duck Hunting / Consumption Overruled», «A Lame Duck Mind»                 |
| 2005      | Danny Phantom                   | Youngblood (voz)          | Episodios: «Pirate Radio», «The Fenton Menace», «The Fright Before Christmas»              |
| 2006      | Love, Inc.                      | Oliver                    | Episodio: «Arrested Development»                                                           |
| 2006      | He's a Bully, Charlie Brown     | Joe Agate (voz)           | Película para televisión                                                                   |
| 2008      | My Own Worst Enemy              | Jack Spivey               |                                                                                            |
| 2009-2015 | Jimmy Kimmel Live!              | El mismo                  | Invitado, 7 episodios                                                                      |
| 2009-2012 | Late Night with Jimmy Fallon    | El mismo                  | Invitado, 4 episodios                                                                      |
| 2011-2012 | El hormiguero                   | El mismo                  | Invitado, 2 episodios                                                                      |
| 2014-2018 | Cuckoo                          | Dale Cuckoo Ashbrick, Jr. | Elenco principal                                                                           |
| 2016      | Scream Queens                   | Dr. Cassidy Cascade       | Personaje recurrente                                                                       |
| 2016      | Chelsea                         | El mismo                  | Episodio: «Do You Know How to Use the Car?                                                 |
| 2022-2023 | The Kelly Clarkson Show         | El mismo                  | Invitado, 2 episodios                                                                      |

## Premios y nominaciones
| Año  | Premio                         | Categoría                                                              | Trabajo nominado                                      | Resultados |
| ---- | ------------------------------ | ---------------------------------------------------------------------- | ----------------------------------------------------- | ---------- |
| 2005 | Premios Young Artist           | "Mejor actuación en un largometraje – Actor principal joven"           | Las aventuras de Sharkboy y Lavagirl en 3-D           | Nominado   |
| 2009 | Scream Awards                  | "Actor revelación"                                                     | Crepúsculo                                            | Ganador    |
| 2009 | Premios MTV Movie              | "Mejor desempeño - Hombre"                                             | Crepúsculo                                            | Nominado   |
| 2009 | Teen Choice Awards             | "Nueva cara – Hombre"                                                  | Él mismo                                              | Ganador    |
| 2010 | Premios People's Choice        | "Actor revelación favorito"                                            | The Twilight Saga: New Moon                           | Ganador    |
| 2010 | Kids Choice Awards             | "Actor de película favorito"                                           | The Twilight Saga: New Moon                           | Ganador    |
| 2010 | Kids Choice Awards             | "Pareja más linda" (con Kristen Stewart)                               | The Twilight Saga: New Moon                           | Ganador    |
| 2010 | Premios Golden Raspberry       | "Peor pareja en pantalla" (con Kristen Stewart)                        | The Twilight Saga: New Moon                           | Nominado   |
| 2010 | Premios Young Artist           | "Mejor actuación en un largometraje – Actor principal joven"           | The Twilight Saga: New Moon                           | Nominado   |
| 2010 | Premios MTV Movie              | Mejor beso (con Taylor Swift)                                          | Valentine's Day                                       | Nominado   |
| 2010 | Teen Choice Awards             | "Hombre sexy"                                                          | Él mismo                                              | Ganador    |
| 2010 | Teen Choice Awards             | "Icono de la moda en la Alfombra Roja - Hombre"                        | Él mismo                                              | Ganador    |
| 2010 | Teen Choice Awards             | "Sonrisa elegida"                                                      | Él mismo                                              | Ganador    |
| 2010 | Teen Choice Awards             | "Actor de película: Fantasía"                                          | The Twilight Saga: Eclipse                            | Ganador    |
| 2010 | Teen Choice Awards             | "Beso de película" (con Taylor Swift)                                  | Valentine's Day                                       | Nominado   |
| 2010 | Teen Choice Awards             | "Química en una película" (con Taylor Swift)                           | Valentine's Day                                       | Nominado   |
| 2010 | Scream Awards                  | "Mejor actor de fantasía"                                              | The Twilight Saga: Eclipse                            | Nominado   |
| 2010 | Australian Kids' Choice Awards | "Beso favorito" (con Kristen Stewart)                                  | The Twilight Saga: Eclipse                            | Nominado   |
| 2010 | Australian Kids' Choice Awards | "Sexy más hot"                                                         | Él mismo                                              | Ganador    |
| 2011 | Premios People's Choice        | "Actor de película favorito"                                           | The Twilight Saga: Eclipse                            | Nominado   |
| 2011 | Premios People's Choice        | "Equipo favorito en pantalla" (con Robert Pattinson y Kristen Stewart) | The Twilight Saga: Eclipse                            | Ganador    |
| 2011 | Premios Golden Raspberry       | "Peor actor"                                                           | The Twilight Saga: Eclipse y Valentine's Day          | Nominado   |
| 2011 | Premios Golden Raspberry       | "Peor reparto" (con el reparto)                                        | The Twilight Saga: Eclipse                            | Nominado   |
| 2012 | Premios Golden Raspberry       | "Peor actor"                                                           | The Twilight Saga: Breaking Dawn - Part 1 y Abduction | Nominado   |
| 2012 | Premios Golden Raspberry       | "Peor pareja en pantalla" (con Kristen Stewart)                        | The Twilight Saga: Breaking Dawn - Part 1             | Nominado   |
| 2012 | Premios Golden Raspberry       | "Peor reparto" (con el reparto)                                        | The Twilight Saga: Breaking Dawn - Part 1             | Nominado   |
| 2012 | Kids Choice Awards             | "Patea-traseros favorito"                                              | The Twilight Saga: Breaking Dawn - Part 1             | Ganador    |
| 2013 | Premios Golden Raspberry       | Peor actor de reparto                                                  | The Twilight Saga: Breaking Dawn - Part 2             | Ganador    |
| 2013 | Premios Golden Raspberry       | "Peor pareja en pantalla" (con Mackenzie Foy)                          | The Twilight Saga: Breaking Dawn - Part 2             | Ganador    |
| 2013 | Premios Golden Raspberry       | "Peor reparto" (con el reparto)                                        | The Twilight Saga: Breaking Dawn - Part 2             | Ganador    |
| 2013 | Premios MTV Movie              | Mejor actuación sin camisa                                             | The Twilight Saga: Breaking Dawn - Part 2             | Ganador    |
| 2013 | Teen Choice Awards             | Hombre más atractivo                                                   | Él mismo                                              | Nominado   |
| 2013 | Teen Choice Awards             | Actor de Ciencia Ficción/Fantasía                                      | The Twilight Saga: Breaking Dawn - Part 2             | Ganador    |
| 2013 | Teen Choice Awards             | Sonrisa elegida                                                        | Él mismo                                              | Nominado   |
| 2013 | Teen Choice Awards             | Berrinche                                                              | Grown Ups 2                                           | Nominado   |